# Hucbald
Hucbald von Saint-Amand (Hucbaldus Elnonensis) (* um 840 Fleurus, (Flandern); † 20. Juni 930 in Abtei Saint-Amand) war Benediktiner-Mönch und einer der frühesten Musiktheoretiker des Abendlandes.

## Leben
Hucbald (auch Hubaldus genannt) studierte im Kloster von Saint-Amand, wo sein Onkel Milo eine bedeutende Stellung einnahm. Nach einem überraschenden Erfolg als Musiker musste er das Kloster verlassen und gründete eine eigene Schule in Nevers. Nach einem Studienaufenthalt in St. Germain d’Auxerre war er jedoch ab 872 wieder in seinem Heimatkloster Saint-Amand. Dort wurde er Nachfolger seines Onkels (mit dem er sich ausgesöhnt hatte) als Leiter der Konventsschule. Zwischen 883 und 900 war er an verschiedenen Orten als Reformator von Musikschulen tätig, darunter St. Bertin und Reims. Im Jahr 900 kehrte er nach Saint-Amand zurück, wo er bis zu seinem Tod im Jahr 930 blieb.
Das einzige Werk, das ihm heute eindeutig zugeschrieben wird, ist De harmonica institutione (wohl um 880). Darin behandelte er die hexatonische Skala und die acht Modi (Tonarten). Weiter verfasste er zahlreiche Heiligenviten, Gedichte und liturgische Hymnen.
Nach der Veröffentlichung durch Gerbert von Hornau (in Scriptores de musica) hielt man ihn lange für den Autor weiterer – sehr bedeutender – musiktheoretischer Werke (Musica enchiriadis, Scholia enchiriadis, De alia musica); diese wurden jedoch erst etwa zwei Generationen nach seinem Tod verfasst. Die Autorschaft ist ungeklärt, als Autor wird in der Fachliteratur Pseudo-Hucbald genannt. Diese Schriften hatten großen Einfluss auf die Entwicklung der hochmittelalterlichen Musik im Abendland: in ihnen wurden erstmals die Frühformen mehrstimmigen Musizierens (Organum und Diaphonia) eingehend behandelt. Kennzeichnend hierfür sind Quintenparallelen und Oktavverdopplung. In De alia musica wurde eine neue Notation mit 18 unterschiedlichen Tonhöhen vorgestellt, bei der die Silben des gesungenen Textes auf horizontalen Linien angeordnet wurden. Damit wurde den Musikern erstmals das Steigen und Fallen der Tonhöhe in Ganz- und Halbtönen veranschaulicht. Auch fand sich hier zuerst die Anwendung der ersten sieben Buchstaben des lateinischen Alphabets zur Tonbezeichnung (eine Vorstufe der Solmisation). Zu seinen Werken wird auch die Egloga Hucbaldi gezählt, ein Gedicht über die Kahlköpfigkeit, in dem jedes Wort mit einem „C“ beginnt.